# Sambeng Wetan
Sambeng Wetan is een bestuurslaag in het regentschap Banyumas van de provincie Midden-Java, Indonesië. Sambeng Wetan telt 1235 inwoners (volkstelling 2010).